# Bartosz Gołębiewski
Bartosz Gołębiewski (ur. 1995) – polski pięściarz, mistrz Polski, uczestnik mistrzostw Europy, reprezentant Polski.
Początkowo zawodnik klubu DKB Dzierżoniów, od 2016 pięściarz klubu Rushh Kielce.
Złoty medalista mistrzostw Polski seniorów w wadze średniej (2017 – pokonał w finale Daniela Adamca; 2018 – pokonał w finale Mateusza Goińskiego). Wicemistrz Polski seniorów w wadze średniej (2015, 2016).
Mistrz Polski młodzieżowców (2017 – pokonał w finale Rafała Wołczeckiego), wicemistrz Polski młodzieżowców (2015), brązowy medalista młodzieżowych mistrzostw Polski (2014, 2016). Wicemistrz Polski juniorów w wadze półśredniej (2013).
W czerwcu 2017 uczestniczył w mistrzostwach Europy seniorów w Charkowie, przegrywając w pierwszej walce z Irlandczykiem Emmettem Brennanem.
W marcu 2017 uczestniczył w mistrzostwach Europy U-22 w Braile, docierając do ćwierćfinału wagi średniej, w którym przegrał z Danielem Zanem Daskalo.
Rywalizował w Międzynarodowym Turnieju Bokserskim im. Feliksa Stamma, dwukrotnie zajmując 2. miejsce w wadze średniej. W 2015, w 32. edycji turnieju, został pokonany w finale przez Irlandczyka Michaela OˈReillyego. W 2016, podczas 33. edycji zawodów, przegrał w finale z Holendrem Maksem van der Pasem.
26 września 2015, podczas gali boksu zawodowego w Łodzi, stoczył amatorską walkę z Tomaszem Jabłońskim, przegrywając jednogłośnie na punkty (26:30, 26:30, 27:30).